# 131e escadrille de chasse polonaise
La 131e escadrille de chasse polonaise est une unité de l'armée de l'air polonaise de l'entre-deux-guerres.

## Historique
Équipée d'une dizaine de PZL P.11c
elle prend part à la campagne de Pologne à partir du terrain de Dzierżnica près de Środa Wielkopolska. Le neuvième jour de guerre elle est dissoute par ordre du commandant de l'aviation de l'Armée Poznań et son personnel est envoyé à la base  no 3 à Kierz. Une partie de pilotes intègre la 132e escadrille de chasse.

## Victoires aériennes

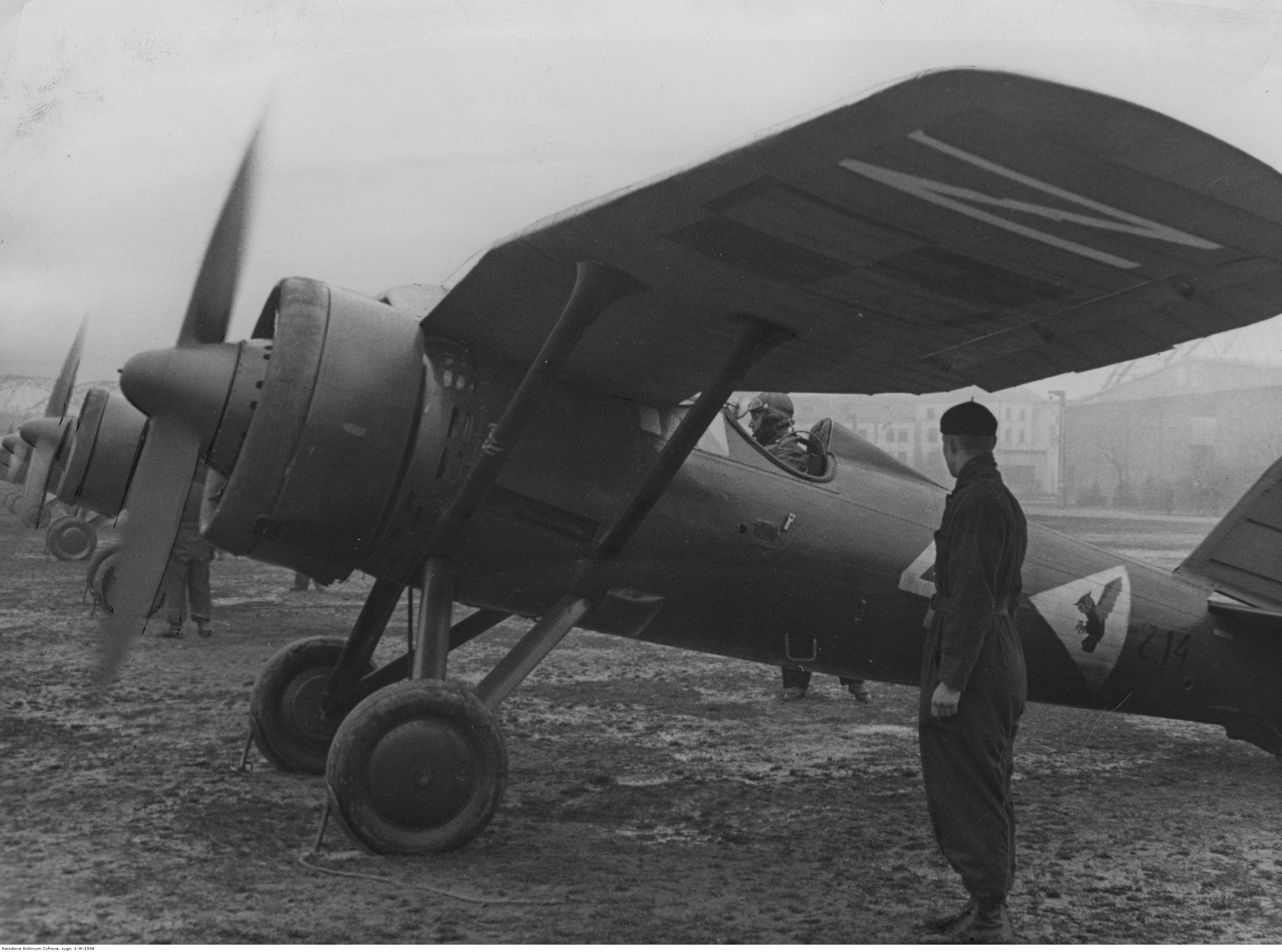
Avions PZL P.11

| Date       | Pilote                              | Appareil(s) abattu(s) |
| ---------- | ----------------------------------- | --------------------- |
| 01/09/1939 | capitaine Jerzy Zaremba             | He 111                |
| 01/09/1939 | sous-lieutenant Włodzimierz Gedymin | Do 17                 |
| 03/09/1939 | sous-lieutenant Włodzimierz Gedymin | He 111                |
| 03/09/1939 | capitaine Jerzy Zaremba             | Do 17                 |
| 03/09/1939 | lieutenant Zbigniew Moszyński       | He 111                |
| 04/09/1939 | caporal Brunon Kroczyński           | Do 17                 |
| 05/09/1939 | aspirant Jerzy Salski               | He 111                |
| 05/09/1939 | aspirant Alfons Kabat               | Do 17                 |
| 07/09/1939 | sous-lieutenant Lech Grzybowski     | He 111                |
| 08/09/1939 | caporal Tomasz Gabriel              | He 111                |
| 10/09/1939 | caporal Stanisław Matuszak          | He 111                |
| 10/09/1939 | sous-lieutenant Włodzimierz Gedymin | He 111                |
| 11/09/1939 | sous-lieutenant Lech Grzybowski     | He 111                |
| 13/09/1939 | caporal Kazimierz Mazur             | He 111                |
| 14/09/1939 | sous-lieutenant Mirosław Nowak      | Do 17                 |
| 15/09/1939 | caporal Kazimierz Mazur             | Hs 126                |